# 栗田富太郎
栗田 富太郎（くりた とみたろう、1872年12月11日〈明治5年11月11日〉 - 1932年〈昭和7年〉11月9日）は、大日本帝国海軍軍人。最終階級は海軍少将。

## 生涯

### 生い立ち
青森県西津軽郡森田村（現・つがる市）に生まれた。海軍機関学校を卒業した後に海軍少機関士となった。

### 戦争
1900年（明治33年）、北清事変に従軍し、その後、敷島の分隊長となった。1904年(明治37年)、日露戦争では旅順港閉塞作戦に参加した。第一次閉塞作戦は失敗し、第二次閉塞作戦では敵弾を受けて重症となった。1914年（大正3年）の第一次世界大戦では第四戦隊機関長などを務めた。

### 戦後
海軍大学校教官を経て、1919年（大正8年）に第一艦隊機関長、1920年（大正9年）に少将、舞鶴鎮守府機関長に就任した。1922年（大正11年）、軍令部出仕となった。1923年（大正12年）に予備役に編入された。
1932年（昭和7年）11月9日に死去した。享年61。

## 栄典
- 1898年（明治31年）4月16日 - 正八位[5]
- 1899年（明治32年）10月31日 - 従七位[6]
- 1901年（明治34年）12月17日 - 正七位[7]
- 1905年（明治38年）9月12日 - 従六位[8]
- 1909年（明治42年）12月20日 - 正六位[9]
- 1913年（大正2年）11月28日 - 勲三等瑞宝章[10]
- 1915年（大正4年）1月30日 - 従五位[11]
- 1920年（大正9年）2月28日 - 正五位[12]
- 1922年（大正11年）7月26日 - 勲二等瑞宝章[13]
- 1923年（大正12年）4月30日 - 従四位[14]